# Kettenschifffahrt auf Elbe und Saale
Die Kettenschifffahrt auf Elbe und Saale war eine spezielle Art des Schiffstransports, die in der zweiten Hälfte des 19. Jahrhunderts die motorisierte Binnenschifffahrt auf Elbe und Saale dominierte. Dabei zog ein Kettenschleppschiff mehrere Schleppkähne entlang einer im Fluss verlegten Kette. Bis die Kettenschifffahrt ab 1866 die Binnenschifffahrt in Deutschland zunächst an der Elbe revolutionierte, war das Treideln die vorherrschende Antriebsart stromaufwärts fahrender Schiffe. Nach dem Ausbau der Kette fuhren auf einer Gesamtlänge von 668 Kilometern (Hamburg bis Aussig in Böhmen) bis zu 28 Kettenschlepper die Elbe stromaufwärts. Ab 1890 ging die Bedeutung der Kettenschifffahrt im Bereich der unteren Elbe zugunsten von Raddampfschleppern immer weiter zurück und wurde hier bis 1898 vollständig eingestellt. Auf der Oberelbe konnte sie sich noch bis 1926/27 halten und wurde danach in Deutschland bis 1943 nur noch lokal in drei kurzen, besonders schwierigen Abschnitten der Elbe eingesetzt. Von 1943 bis 1945 war als letzter Streckenabschnitt in Deutschland nur noch jener kurze Abschnitt in Magdeburg vorhanden, an dem die Kettenschifffahrt auf der Elbe ihren Anfang genommen hatte. In Böhmen wurde sie noch bis 1948 eingesetzt. Auf der Saale gab es die Kettenschifffahrt von 1873 bis 1921.

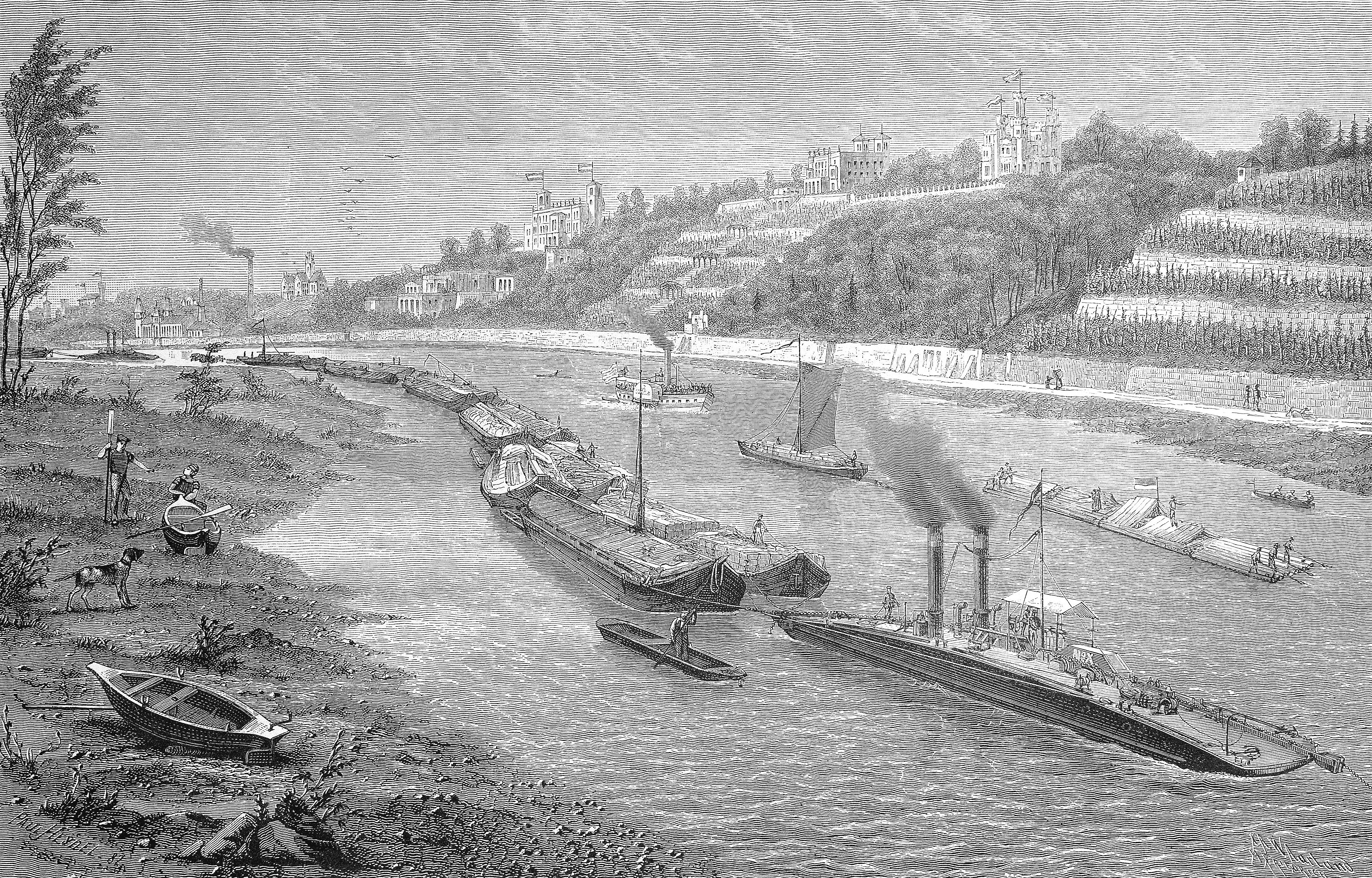
Kettendampfer auf der Elbe bei Dresden

## Verbreitung der Kettenschifffahrt

### Elbe

Kettenschifffahrt auf Elbe und Saale

Gefälle und Streckenkilometer

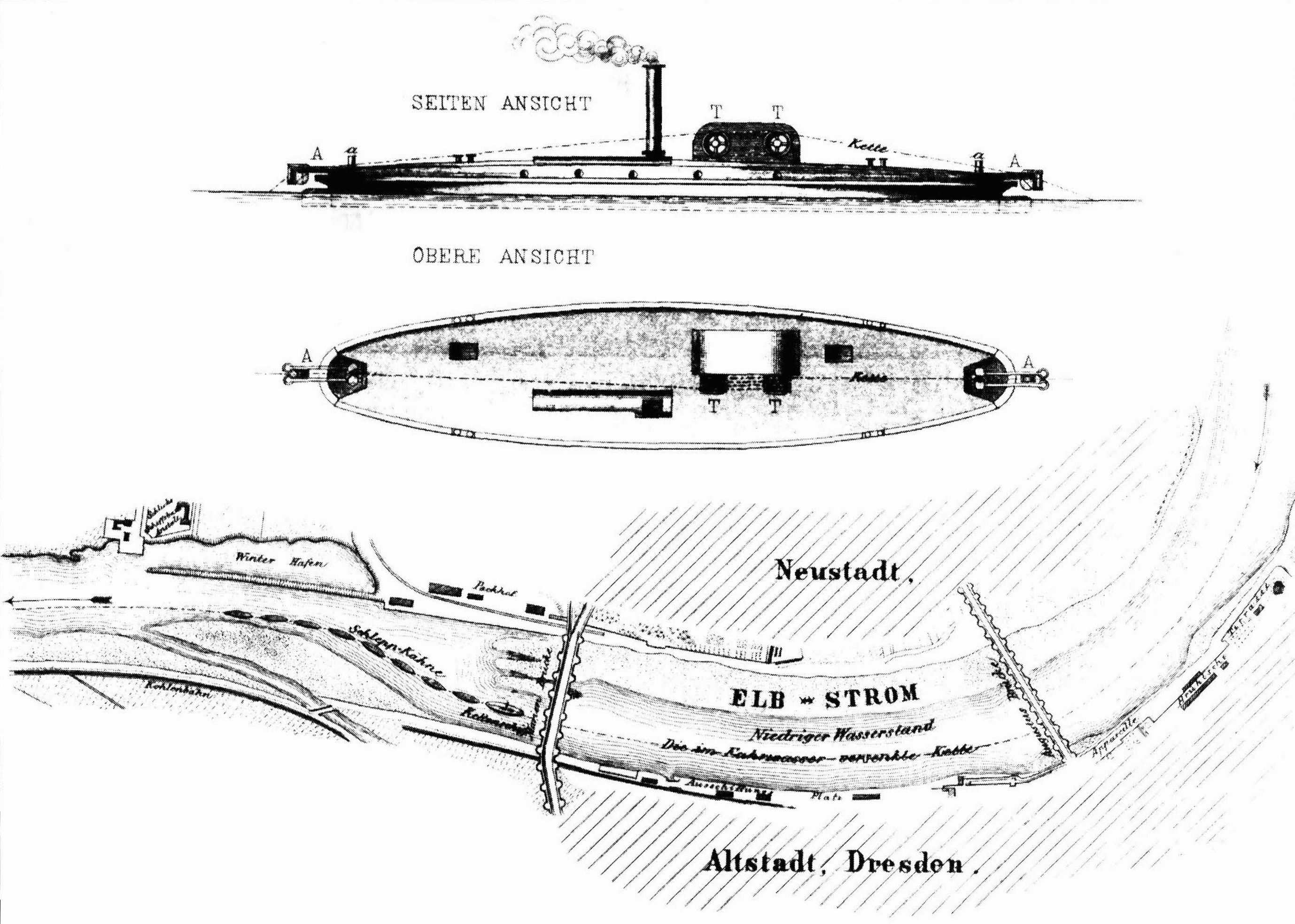
Prinzipskizze eines Kettendampfers und Lage der Kette bei Dresden

Vor der Zeit der Kettenschifffahrt wurden diejenigen Schiffe, welche stromaufwärts fahren wollten und in der Strömung weder durch Rudern noch durch Segeln vorwärts gebracht werden konnten, stromaufwärts gezogen. Diese als „Treideln“ (sächsisch „bomätschen“) bezeichnete Fortbewegung garantierte vielen Menschen Arbeit. An vielen Flussabschnitten wurden die Schiffe direkt durch Muskelkraft mehrerer Männer (in Sachsen als „Bomätscher“ bezeichnet) oder Pferde von Land aus gezogen.
Am 16. Juni 1864 erhielt die „Vereinigte Hamburg-Magdeburger Dampfschiffahrts-Compagnie“ – Martin Graff war der Direktor dieser Gesellschaft – die Konzession für die Kettenschifffahrt auf der Elbe. Der erste Kettenschleppdampfer, die von der eigenen Werft in Buckau nach französischem Vorbild erbaute „Nr. 1“, wurde am 15. August 1866 im Bereich der Magdeburger Brücken zwischen Magdeburg-Neustadt und Buckau zur Erprobung eingesetzt. Auf diesem etwa fünf Kilometer langen Teilstück weist die Elbe wegen des Domfelsens eine besonders hohe Strömungsgeschwindigkeit auf. Die Tests verliefen erfolgreich und es kam zum regelmäßigen Betrieb auf dieser Strecke.
Aufgrund der hohen Anschaffungskosten erfolgte der Ausbau der Kette durch die „Vereinigte Hamburg-Magdeburger Dampfschiffahrts-Compagnie“ nur relativ langsam. Bis 1868 wurde die 51 Kilometer lange Kette zwischen Magdeburg und Ferchland verlegt, 1872 zwischen Ferchland und Wittenberge (77 Kilometer) und erst 1874 zwischen Wittenberge und Hamburg (165 Kilometer).
Anders war die Situation auf der Oberelbe. Verantwortlich war hier das Unternehmen „Kettenschleppschiffahrt der Oberelbe“ (KSO) unter der Leitung des Ingenieurs und Generaldirektors Ewald Bellingrath in Dresden. Dieser hatte klar erkannt, dass eine Revolution der bis dahin unbedeutend gewordenen Elbschifffahrt nur mit dem Einsatz moderner Technik erfolgen konnte. In dem Artikel Die Kettenschifffahrt auf der Elbe von A. Woldt heißt es zur ersten Probefahrt in Dresden:

„Damals, im Jahre 1869, als die erste Probefahrt auf der Strecke von Riesa nach Dresden unter seiner Leitung stattfand, war die Herrschaft der Bomätscher noch in voller Blüthe, und sie waren sich derselben so wohl bewußt, daß sie nicht im Mindesten die Concurrenz des Kettendampfers fürchteten. Im Gegentheil, sie bemitleideten ihn sogar, da sie jeden Augenblick erwarteten, daß er an einer der vielen gefährlichen Stromschnellen zu Grunde gehen würde. Als aber das Fahrzeug mit dem von ihm geschleppten Zuge elegant und sicher die berüchtigte scharfe Ecke der Meißener Fuhrt passirt hatte, da wurden die Gesichter merklich länger, und nachdem zum Schluß sogar noch der Schrecken aller Schrecken für die damalige Schifffahrt, die gefährliche Passage unter der den Strom verengenden Augustus-Brücke in Dresden, ohne die geringste Beschädigung des Schleppzuges zurückgelegt war, da überkam die Bomätscher das Gefühl der Wuth und Feindschaft, und mehr als ein Stein flog, aus ihrer Mitte geschleudert, auf das Fahrzeug.“

Schon wenige Monate später beantragte Bellingrath die sächsische, anhaltische und preußische Kettenkonzession, die ihm nach zähen Bemühungen und Überwindung aller politischen und behördlichen Schwierigkeiten noch im selben Jahr (Dezember 1870) für die Elbstrecke von Magdeburg bis Schandau an der böhmischen Grenze erteilt wurde. Bereits am 1. Oktober 1871, das heißt nur etwa zehn Monate später, ging der Schleppbetrieb auf dieser 330 Kilometer langen Strecke mit neun Kettendampfern in Betrieb. Später sorgte Bellingrath auch für die weitere Verbreitung der Kettenschifffahrt auf anderen Flüssen in Deutschland und er wird daher häufig auch als „Vater der Kettenschifffahrt“ bezeichnet.
Die „Prager Dampf- und Segelschifffahrts-Gesellschaft“ erweiterte 1872 den Kettenbetrieb ab der böhmischen Grenze bis Aussig und startete mit zwei Kettenschleppern. 1879 kam auf dieser Strecke ein dritter Kettenschlepper hinzu, so dass pro Tag zwei bis drei Schleppzüge mit durchschnittlich sieben bis acht Kähnen im Anhang von Schandau flussaufwärts fuhren. 1882 ging die Gesellschaft in den Besitz der „Österreichischen Nordwest-Dampfschifffahrts-Gesellschaft“ über. Im Jahr 1895 soll die Kette sogar auf einer 777 Kilometer langen Strecke von Hamburg und über Elbe und Moldau bis nach Prag gereicht haben, wobei allerdings nur auf dem Abschnitt von Hamburg bis Aussig ein umfangreicher und stetiger Betrieb stattfand.
1881 kaufte Bellingraths KSO die „Elb-Dampfschiffahrts-Gesellschaft“ und die „Hamburg-Magdeburger Dampfschiffahrts-Compagnie“ und fusionierte mit diesen zur „Kette – Deutsche Elbschiffahrts-Gesellschaft“. Sie wurde von Bellingrath geleitet und war für den gesamten deutschen Elbkettenbetrieb von Hamburg bis zur böhmischen Grenze (630 Kilometer) zuständig.

### Saale

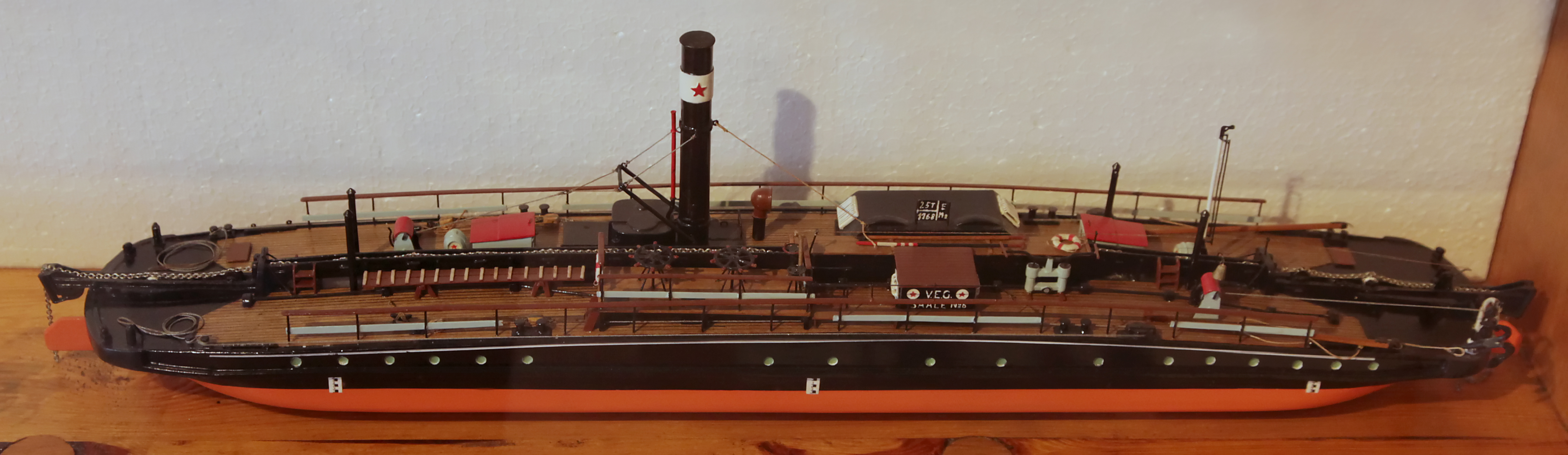
Kettenschleppdampfer VEG Saale Nr. 6 (1903, Modell Theodor Grötschel)

1871 wurde in Artern ein „Dampf- und Schleppschifffahrtsverein auf Saale und Unstrut“ gegründet. Geplant war, kurze Streckenabschnitte mit Kette oder Seil zu versehen. Zu einer Umsetzung durch diese Gesellschaft kam es jedoch nie.
Auf der Saale wurde 1873 die 21 km lange Strecke von der Mündung der Saale in Barby bis nach Calbe in Betrieb genommen und damit ein Anschluss an die Kette in der Elbe hergestellt. Ein weiterer Ausbau wurde aufgrund des schwierigen Fahrwassers und der flussaufwärts folgenden sieben Schleusen vorerst zurückgestellt. Das Land Anhalt und vor allem die Stadt Halle drängten auf eine Verlängerung der Kette. Preußen sah einen Ausbau jedoch erst dann für sinnvoll an, wenn die Kette nach dem Bau des Elster-Saale-Kanals bis Leipzig reichen würde. Nach langen Verhandlungen wurde 1881 die versuchsweise Verlängerung der Kette auf 105 km und damit bis Halle beschlossen; dies wurde im Jahr 1884 umgesetzt.
Die Kettenschifffahrt auf der Saale erlitt mit dem Ausbruch des Ersten Weltkrieges einen starken Rückgang und wurde 1921 gänzlich eingestellt. Die Kette wurde 1922 aus der Saale genommen.

## Auswirkungen der Kettenschiffe auf die Elbschifffahrt
Mitte des 19. Jahrhunderts entwickelten sich die Eisenbahnen zu einem flächendeckenden Netz und stellten zunehmend eine Konkurrenz für die Treidelschifffahrt dar. Die Elbschifffahrt hatte die Belastung durch den Elbzoll und die natürlichen Hindernisse des Wasserweges bis dahin in Kauf genommen, weil sie gegenüber den Landstraßen trotzdem im Vorteil war. Der Elbzoll betrug auf der Strecke von Hamburg nach Sachsen mehr als die Hälfte, bis nach Böhmen sogar 70 % der Gesamtkosten. Schwankende Wasserstände und Veränderungen des Flusslaufes sowie Wind und Wetter hatten zudem Transportverzögerungen und nicht selten Verluste von Schiffen und Ladung zur Folge. Die Eisenbahn transportierte Waren schneller, zuverlässiger und wegen der Zollfreiheit auch billiger als das Schiff. Die fortschreitende Industrialisierung bescherte zwar beiden Transportarten ein Wachstum, doch der Zuwachs auf Seiten der Eisenbahn war deutlich größer. Hinzu kam, dass besonders die mit vollem Zoll belegten Waren die Elbe verließen und zur Bahn wechselten. Diese Güter waren zugleich auch die hochwertigeren Güter, deren Transport den höchsten Erlös eingebracht hatte. Der Schiffsverkehr beschränkte sich zunehmend auf Massengüter wie zum Beispiel Roheisen, Kohle, Guano und Salpeter. Erst 1863 konnte der Elbzoll bedeutend gesenkt und 1870 vollständig aufgehoben werden.

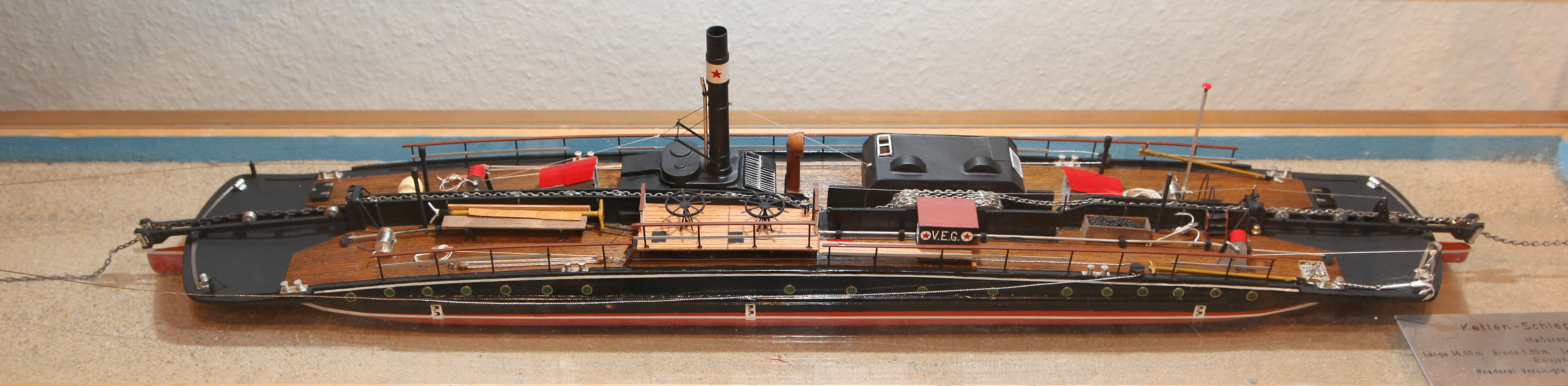
Kettenschleppdampfer (um 1885, Modell)

Die Kettenschleppschifffahrt revolutionierte die Elbschifffahrt, die bis dahin über Jahrhunderte vom Treideln geprägt gewesen war. Der Segelbetrieb wurde eingestellt oder nur noch als Notbehelf eingesetzt. Die schwere Takelage wurde überflüssig und konnte durch zusätzliche Ladung ersetzt werden. Die Besatzung auf den Kähnen reduzierte sich um mehr als die Hälfte. Der Schiffer wurde von vielen ungünstigen Witterungsverhältnissen unabhängig. Die Anzahl der möglichen Fahrten eines Schiffes erhöhte sich fast auf das Dreifache. Statt zwei Reisen wurden jährlich sechs bis acht Reisen durchgeführt oder statt 2500 km jährlich bis zu 8000 km zurückgelegt. Die Lieferfristen wurden demgemäß verkürzt und zuverlässiger eingehalten und die Kosten sanken, sodass manche Güter, welche auf die Eisenbahnen übergegangen waren, wieder zum billigeren Wasserweg wechselten.
Ähnliche Veränderungen hätten sehr wohl auch durch Radschleppdampfer erfolgen können, aber die Konzessionen der Kettenschifffahrt garantierten den Schiffern die allzeitige Beförderung zu festgelegten Preisen und dadurch eine ausreichende Sicherheit, den Segelbetrieb einzustellen und zum Schleppbetrieb überzuwechseln. Die Größe der Kähne, die zu jener Zeit üblicherweise bei einer Ladungsmenge von etwa 100 Tonnen lag, konnte vergrößert werden. Etwa zehn Jahre nach der Einführung der Schleppschifffahrt wurden Kähne mit einer typischen Tragfähigkeit von etwa 500 Tonnen gebaut.
Die Frachtmenge blieb über einen sehr langen Zeitraum zwischen 1830 und 1874 praktisch konstant. So transportierten die Schiffe von Hamburg bergwärts jährlich etwa 7 bis 8 Millionen Zentner (350.000–400.000 Tonnen). Der Schiffsverkehr talwärts nach Hamburg war mit etwa 6 Millionen Zentnern (300.000 Tonnen) etwas geringer. Nach der Vollendung der Kettenschifffahrt stieg die Frachtmenge stetig an und erreichte nach zehn Jahren etwa das Vierfache, nämlich 28 Millionen Zentner (1,4 Millionen Tonnen) bergwärts und 24 Millionen Zentner (1,2 Millionen Tonnen) talwärts.

## Konzessionsbedingungen und Wettbewerb

Decret No. 83 die Ausübung der Kettenschifffahrt auf der Oberelbe betreffend vom 20. Oktober 1869

Um die Kettenschifffahrt betreiben zu können, benötigte die für den Kettenschleppbetrieb verantwortliche Gesellschaft vom zuständigen Land eine Konzession, in der unter anderem die Rechte und Pflichten gegenüber den Schiffern geregelt waren. Die Paragraphen 10 bis 13 der Konzessionsbedingungen für die „Kettenschleppschifffahrt der Oberelbe“ (KSO) regelten den Tarif. Hiernach bedurfte es für jede Tarifanpassung der Zustimmung und Genehmigung des Finanzministeriums. Tarife wurden außerdem für mindestens ein Jahr festgeschrieben und konnten während dieser Zeit nicht verändert werden. Die Beförderungsgebühren waren unabhängig von der transportierten Ware proportional zur Schleppentfernung zu berechnen. Außerdem wurden die Kettenschifffahrtsgesellschaften kritisch vom Finanzministerium überwacht. Alle fünf Jahre wurde überprüft, dass der jährliche Reinertrag einen Wert von 10 Prozent des nachweislich in dem Unternehmen angelegten Kapitals nicht überstieg. War der Gewinn zu hoch, so wurden die Tarife vom Finanzministerium herabgesetzt.
Durch diese Bestimmungen war die Freiheit der Kettenschifffahrtsgesellschaften sehr eingeschränkt und sie konnten nicht so flexibel auf Veränderungen am Markt reagieren. Die anderen Schlepparten konnten im Gegensatz zur Kettenschifffahrt die Tarife frei nach Angebot und Nachfrage gestalten, die Kosten an die transportierte Frachtmenge anpassen oder Sonderkonditionen mit einzelnen Kunden aushandeln.
Noch einschneidender waren jedoch die Paragraphen 6 und 9 der Konzessionsurkunde. Der Unternehmer war gehalten, jedes beladene oder unbeladene Fahrzeug nach der Reihenfolge seiner Anmeldung zu befördern und zwar ohne Unterschied, über welche Strecke das Fahrzeug geschleppt werden sollte. Der Kettenschifffahrtsgesellschaft war es zwar gestattet, auch Waren oder Fahrzeuge auf eigene Rechnung zu befördern, fremde Fahrzeuge hatten jedoch unter allen Umständen, auch wenn sie später angemeldet worden waren, den Vorzug in der Beförderung. Das führte quasi zur Unterbindung des eigenen Frachtschifffahrtsgeschäfts.
Die Kettenschifffahrt stand in direktem Wettbewerb zu den Radschleppdampfern und der Eisenbahn. Allerdings konkurrierten auch die beiden deutschen Kettenschleppschifffahrts-Gesellschaften in Magdeburg und Dresden selbst miteinander. Die „Vereinigte Hamburg-Magdeburger Dampfschiffahrts-Compagnie“ hatte Anfang der 1870er-Jahre zur Einführung der Kettenschleppschifffahrt zwischen Magdeburg und Hamburg sämtliche früheren Radschleppdampfer verkauft. Damit wurde ihr allerdings der Schleppverkehr oberhalb von Magdeburg unmöglich gemacht. Die gesamte Schleppkundschaft, die nicht nur bis Magdeburg, sondern weiter elbaufwärts wollte, konnte nur bis Magdeburg bedient werden. Hier wurden die Schiffer ihrem Schicksal überlassen, die infolgedessen oft mehrere Tage auf einen Weitertransport warten mussten. Die Dresdner KSO handelte offensiv und eröffnete in Hamburg ein eigenes Verfrachtungsbüro mit dem Ziel, die Schleppkundschaft schon in Hamburg zu binden. Als Schleppkraft für die Strecke Hamburg–Magdeburg nutzte man einen eigenen Raddampfer und verpflichtete zwei weitere durch Vertrag. Den Schiffern wurde so ein nahtloser Transport von Hamburg bis an die böhmische Grenze garantiert.
Nachdem der Druck der Konkurrenz durch die Radschleppdampfer immer größer geworden war, gelang es der KSO 1879, eine Lockerung der Konzession zu erreichen. Die Regierung genehmigte die Neuerung, dass die Gesellschaft nicht mehr verpflichtet war, solche Fahrzeuge zu schleppen, deren Eigentümer selbst gewerbsmäßig Radschleppschifffahrt betrieben. Ferner wurde ihr erlaubt, die Tarifsätze nach Bedarf selbst anzupassen. Der enorme Konkurrenzkampf beeinflusste die Ergebnisse der beiden Kettengesellschaften ungünstig und es kam 1880 zu einer Annäherung dieser beiden und dem Abschluss gemeinsamer Verträge. 1881 kaufte die KSO die „Elb-Dampfschiffahrts-Gesellschaft“ und die „Hamburg-Magdeburger Dampfschiffahrts-Compagnie“ und fusionierte mit diesen am 1. Januar 1882 zur „Kette – Deutsche Elbschiffahrts-Gesellschaft“.

## Technische Ausstattung

### Kette

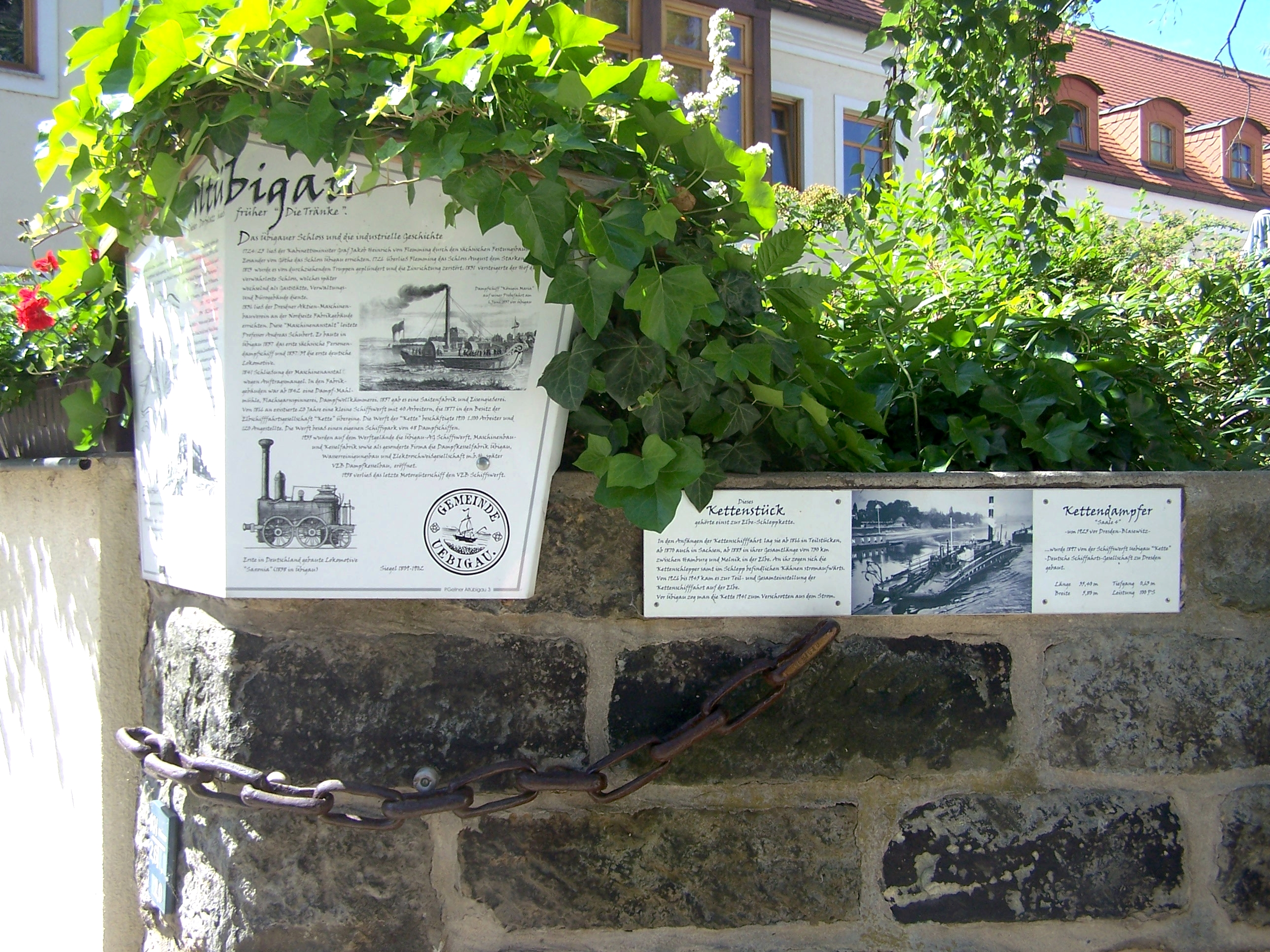
Informationstafeln in Altübigau zur Kettenschifffahrt auf der Elbe, darunter ein originales Kettenstück

Die Kette für die Kettenschleppschifffahrt auf der Elbe wurde von allen drei Kettenschifffahrts-Gesellschaften überwiegend aus England importiert. Die Magdeburger Gesellschaft hatte darüber hinaus einen Teil der Kette von Hamburg bis Wittenberge aus Frankreich bezogen. Grund für den Import war die notwendige hohe Qualität der Feuerschweißung der vorgebogenen Kettenglieder. Diese konnte zu Beginn der Kettenschifffahrt in Deutschland durch inländische Produktion nicht gewährleistet werden. Im Jahr 1880 versuchte die Kettengesellschaft Oberelbe eine selbstständige Herstellung der Kette in ihrer Werft, der Schiffswerft Übigau. Es wurden 3500 Meter Kette gefertigt. Eine gleichbleibende hohe Qualität in der Massenfertigung konnte jedoch nicht erreicht werden.
Die Kette in der Elbe war eine steglose Schiffskette, deren Kettenglieder die 4,5-fache Länge der Rundeisendicke besaßen. Am Anfang der Kettenschifffahrt auf der Elbe wurde meist eine 22 Millimeter starke Kette verwendet. An einigen Streckenabschnitten wurde zum Teil aber auch eine 25 Millimeter starke Kette eingesetzt. Als Kettenmaterial wurde ein Rundeisen mit niedrigem Kohlenstoffgehalt verwendet.
Auf der etwa 330 Kilometer langen Strecke von Magdeburg bis zur böhmischen Grenze hatte sich die Kette innerhalb von nur drei Jahren durch Dehnung und Abnutzung um eine Länge von 7500 Metern gereckt. Viele Kettenabschnitte mussten vorzeitig ausgetauscht werden, so dass nach zehn Jahren nur noch etwa 12 Kilometer der ursprünglichen Kette im Einsatz waren. Häufig brach die stark abgenutzte Kette und musste auf dem Kettenschiff repariert werden. Die Kettenabschnitte wurden durch Ketten mit Stärken von 25 und 27 Millimetern ersetzt.

„Kettenschloss“ (rot) zum Öffnen der Kette

Zum leichteren Austausch von Kettenabschnitten befanden sich im Abstand von 400 bis 500 Metern Schäkel („Kettenschlösser“ genannt), an denen die Kette einfacher geöffnet werden können sollte. Diese „Kettenschlösser“ sollten auch geöffnet werden, wenn sich zwei Kettenschiffe an einer Kette begegneten. Korrosion und Streckung der Kette, die auch bei normaler Nutzung auftrat, führten dazu, dass die Kettenschlösser nicht mehr geöffnet werden konnten, so dass man dazu überging, die Kette einfach an einem normalen Kettenglied zu trennen. Hierfür wurde ein Glied mit einer Zange aufrecht auf den Ausleger gestellt und durch Schläge mit einem Vorschlaghammer so stark gestaucht, dass es aufriss und mit einer Brechstange bis zum Durchziehen des folgenden Kettengliedes geweitet werden konnte. Nach der Beendigung des Manövers wurde die Kette mit einem Kettenschloss wieder geschlossen. Begegneten sich zwei Kettenschiffe, so war ein kompliziertes Ausweichmanöver notwendig, bei dem die Kette über eine Hilfskette, die sogenannte Wechselkette, die jeder Kettenschlepper mitführte, an den anderen Schlepper übergeben wurde. Dieses Manöver bedeutete für den Schleppverband auf Bergfahrt eine Verzögerung von mindestens 20 Minuten, während das talfahrende Schiff durch das Manöver einen Zeitverlust von etwa 45 Minuten erlitt.
Später, als die Begegnungsfrequenz der Kettenschlepper stieg, erhielten die Kettenschlepper (Nr. 5–10, XXI und XIII) Doppelpropeller, mit denen sie fast ohne Zeitverluste zu Tal fahren konnten. Erst hier mussten sie sich wieder einschäkeln.

### Kettenschleppdampfer

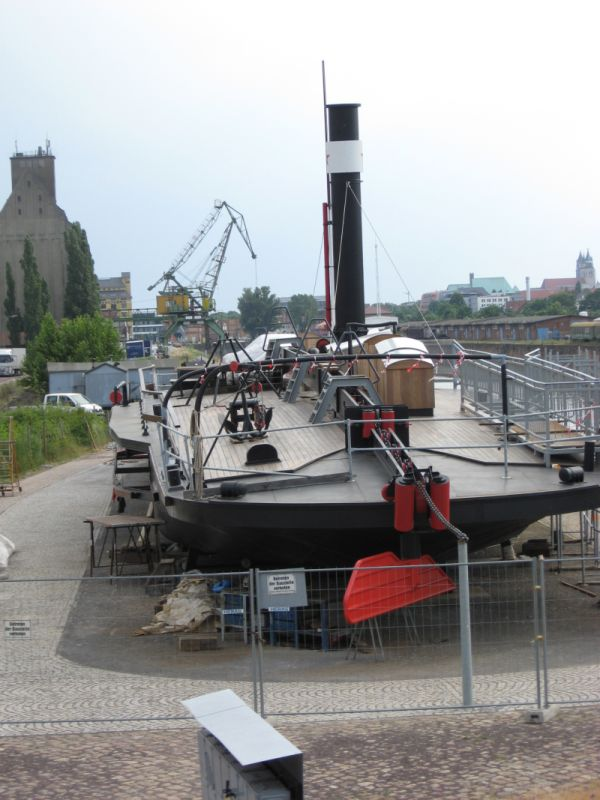
Die Gustav Zeuner während der Restaurierung 2010

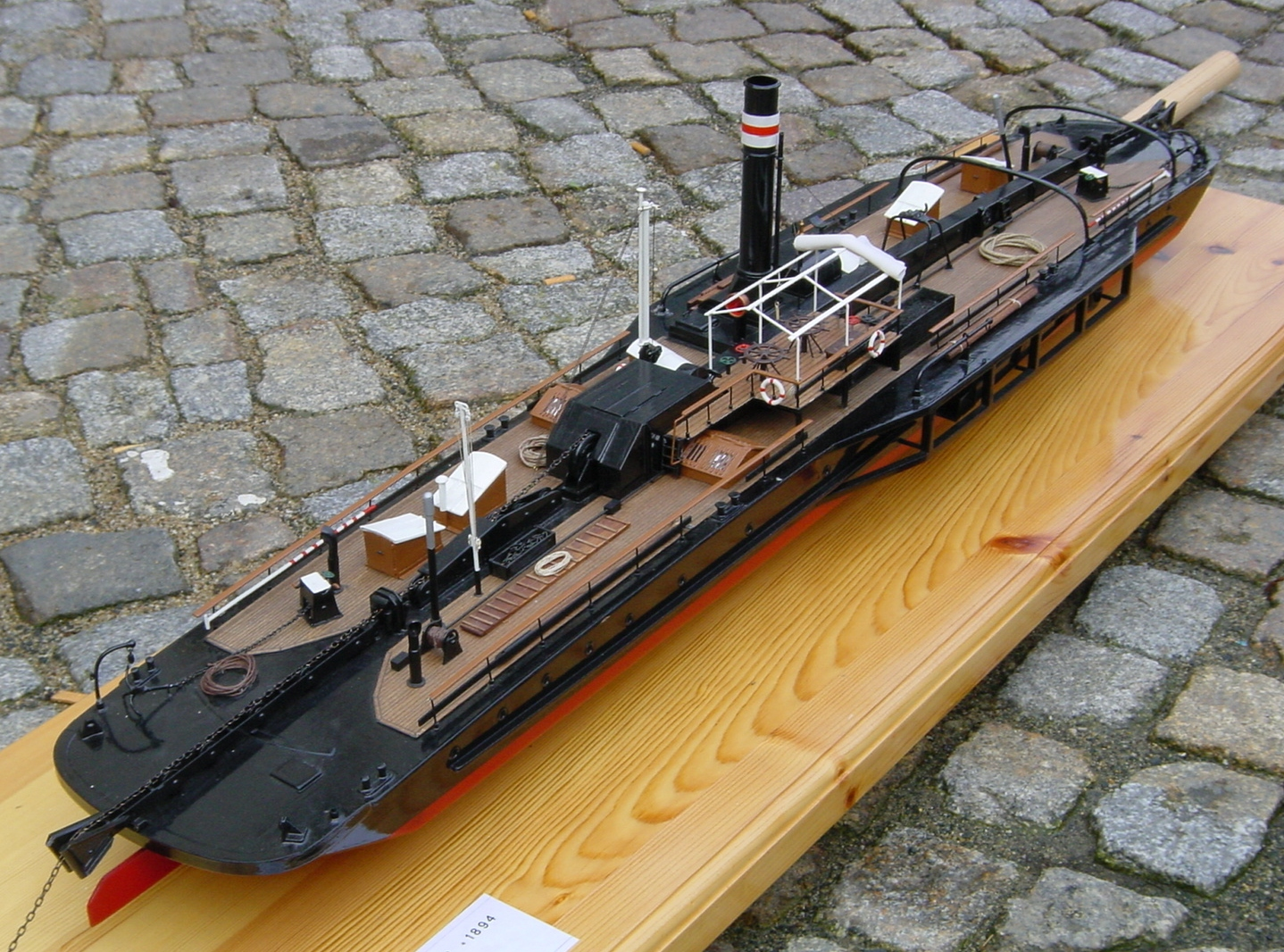
Modell des Kettenschleppers Gustav Zeuner

Die Kettenschleppdampfer der Elbe, auf den Schiffswerften in Magdeburg, Dresden, Roßlau und Prag gebaut, waren den Bedingungen der unregulierten Elbe angepasst und konnten mit einem guten Wirkungsgrad ihre relativ geringe Maschinenleistung in Schleppleistung umsetzen.
Der in Magdeburg 1866 eingesetzte Kettendampfer No. 1 wurde von der Maschinenfabrik und Schiffswerft der Vereinigten Magdeburger Schiffahrts-Compagnie in Magdeburg-Buckau gebaut. Er war mit Ausnahme des Verdecks vollständig aus Eisen konstruiert, 51,3 m lang, 6,7 m breit und hatte 48 cm Tiefgang. An beiden Enden besaß er Steuerruder, die von der Mitte des Schiffes aus gemeinsam bewegt werden konnten. Mit Hilfe dieser Steuerung sowie zweier an jedem Schiffsende angebrachter beweglicher Arme, welche die Kette zwischen Rollen aufnahmen und in horizontaler Richtung um fast 90° drehbar waren, war es möglich, das Schiff auch in anderer als der Richtung der Zugkette zu steuern, ohne dass dadurch die Aufwicklung der Kette gestört wurde. Dies war für die Anwendung des Kettenschiffes auf gekrümmten Stromstrecken von großer Bedeutung. Auf dem Deck des Schiffes befanden sich zwei Trommeln von 1,1 m Durchmesser und 2,6 m gegenseitiger Achsenentfernung, von denen jede mit vier Rillen versehen war. Die Kette, die von dem Schiff an dessen Bug aus dem Wasser gehoben wurde, lief in einer schräg aufsteigenden, mit Leitrollen versehenen Rinne zum Trommelwindwerk. Dort schlang sie sich um jede Trommel 3½ Mal, indem sie von der ersten Rille der ersten Trommel auf die erste Rille der zweiten Trommel, dann auf die zweite Rille der ersten Trommel überging, und so weiter. Zuletzt wurde sie in einer schräg abfallenden Rinne an das Heck des Schiffes geleitet und sank dort in das Wasser zurück.
Die nachfolgenden Kettenschiffe waren im Grundprinzip ähnlich, allerdings unterschieden sie sich leicht in ihren Abmessungen oder dem Aufbau der Dampfmaschine. Die typische Länge der Schiffe lag bei 38 bis 50 Metern, ihre Breite bei etwa 7 bis 7,5 Metern. Ab dem Jahr 1872 erhielten die meisten der Kettenschiffe einen zusätzlichen Doppelschraubenantrieb, der es ihnen ermöglichte, die Talfahrt „frei“ – das heißt ohne Kette – durchzuführen. Das schonte die Kette deutlich.
Eine andere Veränderung erfolgte, nachdem Bellingrath erkannt hatte, dass die Kettenbrüche zu einem großen Teil durch Abnutzungserscheinungen am Trommelwindwerk verursacht wurden. Er konstruierte 1892 das nach ihm benannte Kettengreifrad. Das erste damit ausgestattete neugebaute Kettenschiff war 1894 die Gustav Zeuner. Sie war außerdem mit einem neuartigen Antrieb in Form von zwei Wasserturbinen nach Gustav Anton Zeuner ausgestattet (dem Vorläufer des heutigen Wasserstrahlantriebs), mit denen das Schiff gelenkt werden konnte und ohne Kette zu Tal fuhr. Mit einer Länge von über 55 Metern und einer Breite von über zehn Metern war das Schiff größer als die vorherigen Kettenschiffe und näherte sich in seinen Abmessungen schon den kleineren Radschleppdampfern.
Für die Saale mit ihren vielen engen Windungen und schmalen Schleusen brauchte man hingegen kleine Kettenschiffe mit unter 40 Metern Länge und unter 6 Metern Breite. Nur eines der älteren Kettenschiffe der Elbe erfüllte diese Bedingungen und wurde ab 1873 auf der unteren Saale eingesetzt. Nach der Verlängerung der Kette bis Halle wurden für andere Flüsse gebaute Kettenschiffe hinzugekauft und eigene Neubauten angefertigt.

## Tarife
Die Tarife für Schleppkähne wurden innerhalb der Konzession festgelegt. Die Kosten ergaben sich aus einer Grundgebühr für das geschleppte Fahrzeug und einer additionellen Gebühr für die Ladung. Der Tarif war außerdem abhängig vom befahrenen Flussabschnitt. Während in den gefällereicheren Abschnitten Böhmens erhöhte Tarife von 130 % des Normaltarifes verlangt wurden, galten für die Strecke Hamburg – Magdeburg reduzierte Tarife von nur 50 % des Normaltarifes.
Insgesamt ergab sich für den Schiffer im Allgemeinen, dass er auf der Bergfahrt nur einen geringen Gewinn einfuhr (bei einer Leerfahrt sogar mit Verlust arbeitete), während er den Gewinn im Wesentlichen aus den talwärtigen Transporten bezog.

## Das Ende der Kettenschifffahrt auf der Elbe
| Jahr | Kettenschlepper | Radschlepper |
| ---- | --------------- | ------------ |
| 1882 | 31              | 28           |
| 1903 | 35              | 58           |
| 1922 | 23              | 63           |
| 1927 | 17              | 77           |

Die Elbschifffahrt hatte sehr unter den verschiedenen Handelsgebräuchen zu leiden. Am Handelsplatz konnte ein Schiffer nicht die sofortige Löschung seiner Ladung verlangen, sondern musste im Gegenteil in Abhängigkeit von der transportierten Menge 12 bis 14 Tage Löschzeit gewähren. Daraus ergab sich, dass von der etwa 300 Tage dauernden Saison nur etwa 75 Tage der eigentlichen Fahrt auf der Elbe dienten, während 225 Tage zum Laden, Löschen und Liegen unter Ladung verwendet wurden. Eine Verbesserung der Lieferfristen durch höhere Schleppgeschwindigkeiten war nur bedingt möglich, solange die Kaufleute die Frachtschiffe als billige Magazine nutzten.
Die Kettenschifffahrt war anderen Arten des Schiffsbetriebs überall dort überlegen, wo sich für die Schifffahrt Schwierigkeiten ergaben, wie Stromschnellen, starke Krümmungen des Talweges und Untiefen. Zur Zeit der Kettenschifffahrt betrug die maximal zulässige Schifffahrtstiefe bei mittlerem Wasserstand auf der Strecke von Aussig bis zur österreichischen Grenze gerade mal 54 Zentimeter, zwischen der österreichischen Grenze und Magdeburg waren es 60 bis 65 Zentimeter. Unterhalb von Magdeburg bis zur Havelmündung erhöhte sich die Schifffahrtstiefe auf 90 Zentimeter, weiter elbabwärts konnten bei mittlerem Wasserstand 90 bis 100 Zentimeter Tiefgang erreicht werden. Mit der Zunahme des Verkehrs kam es zunehmend zu Stromregulierungen: Die Gefälle wurden mehr und mehr ausgeglichen, die Krümmungen des Flusses sowie die Untiefen vermindert und dadurch auch die Vorzüge der Kettenschifffahrt verringert. Dagegen machten die Radschleppdampfer Fortschritte und ihr Kohleverbrauch reduzierte sich. Gleichzeitig ermöglichte die fortschreitende Stromregulierung größere und leistungsfähigere Radschleppdampfer.
Ein weiteres Problem für die Konkurrenzfähigkeit waren die hohen Abschreibungen der Kettengesellschaften. Die Kette selbst band viel Kapital und musste bereits nach etwa zehn Jahren ausgetauscht werden.
In den 1890er-Jahren wurden leistungsstärkere Seitenradschleppdampfer immer mehr zur Konkurrenz für die Kettenschlepper. Das betraf zuerst vor allem die elbabwärts liegenden Streckenabschnitte unterhalb von Torgau mit geringerem Gefälle von unter 0,25 ‰ und hoher Wassertiefe. Auch die „Kette – Deutsche Elbschiffahrts-Gesellschaft“ selbst rüstete ihre Flotte hier immer mehr auf die zukunftsträchtigeren Radschleppdampfer um und beschloss 1884, Erneuerungen der Kette zwischen Hamburg und Wittenberge einzustellen. Kettendampfer wurden ab 1891 unterhalb Magdeburgs immer seltener eingesetzt, bis im Jahr 1898 die preußischen Minister die Einstellung der Kettenschifffahrt auf der etwa 270 Kilometer langen Strecke zwischen Hamburg und Niegripp (nördlich von Magdeburg) genehmigten und die Kette in diesem Abschnitt gehoben wurde.
Auf den steileren Strecken in Sachsen und Böhmen konnten sich die Kettendampfer aufgrund der geringeren Wassertiefe und der höheren Strömungsgeschwindigkeit noch etwas länger gegen die Radschleppdampfer behaupten. Aber auch hier verlagerte sich die Wirtschaftlichkeit zunehmend in Richtung Radschlepper. Hinzu kam die Wirtschaftskrise der Jahre 1901/1902, die dazu führte, dass im Dezember 1903 die ehemals konkurrierenden Schleppgesellschaften aus Radschleppern und Kettenschleppern – „Kette“ mit der „Dampfschleppschiffahrts-Gesellschaft vereinigter Elbe- und Saale-Schiffer“ – fusionierten und damit am 1. Januar 1904 die „Vereinigte Elbschiffahrts-Gesellschaft“ bildeten.
Die Kettenschleppschifffahrt verlor immer mehr an Bedeutung, in den Jahren 1926/27 wurde sie in weiteren großen Abschnitten eingestellt und die Ketten wurden gehoben.
In Deutschland war die Kettenschifffahrt noch auf drei schwierigen Teilabschnitten der Elbe bis 1943 in Betrieb, danach versahen in Deutschland nur noch zwei Kettendampfer auf einer etwa elf Kilometer langen Strecke bei Magdeburg ihren Dienst, bis sie am 16. Januar 1945 bei einem schweren Luftangriff auf die Stadt zerstört wurden. In Böhmen wurde die Kettenschifffahrt 1948 eingestellt.
Die ausgedienten Kettendampfer wurden entweder abgewrackt oder zu Werkstattschiffen, Dampfwinden, Wohnschiffen oder Anlegern umgebaut. Die Gustav Zeuner ist das letzte verbliebene Kettenschiff der Elbe. Sie wurde über mehrere Jahre im Rahmen einer Arbeitsbeschaffungsmaßnahme in Magdeburg restauriert und nach dem Abschluss der Arbeiten als Museumsschiff eröffnet.

## Museen mit Ausstellungen zur Kettenschifffahrt auf der Elbe

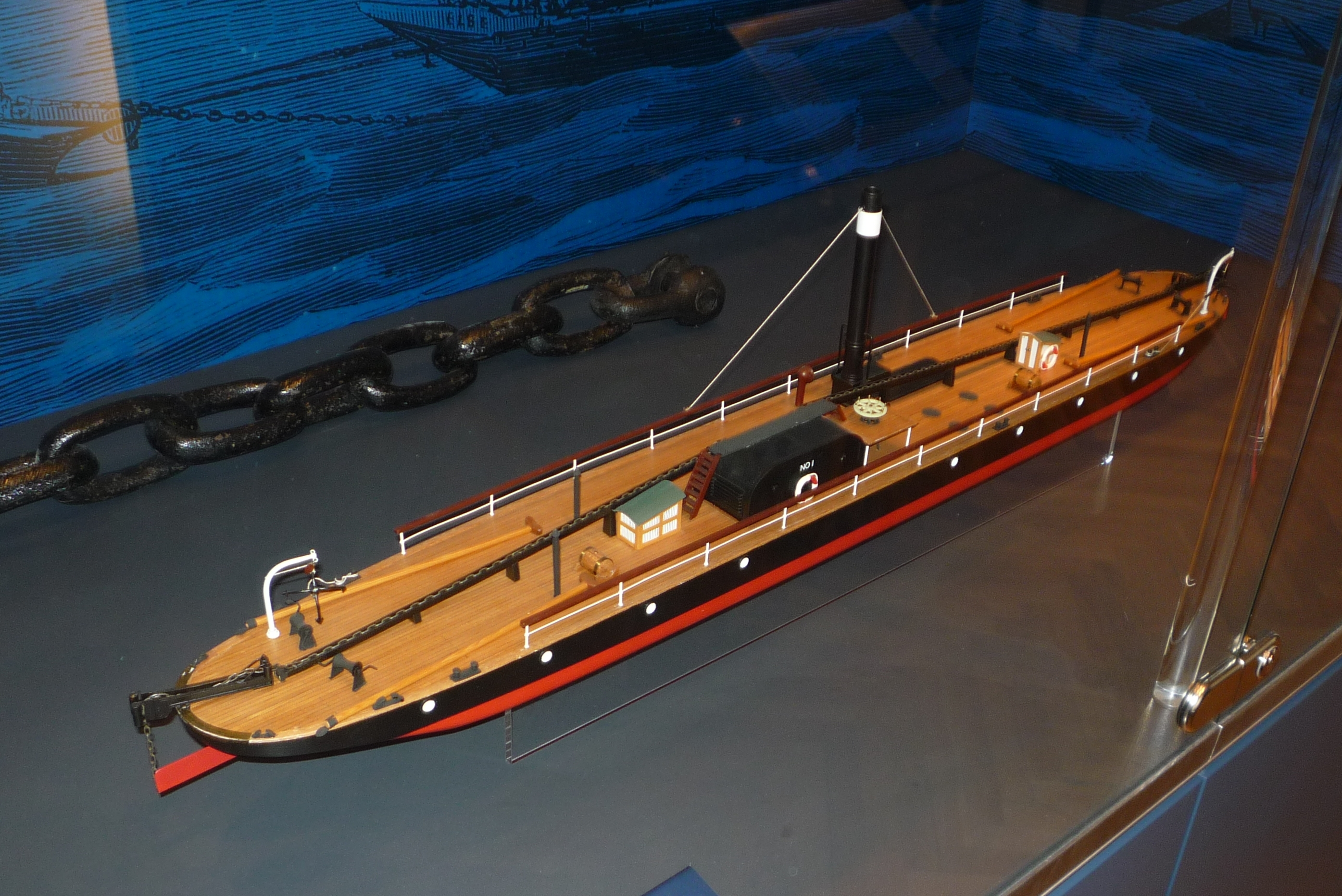
Modell des Kettendampfers No 1 im Verkehrsmuseum Dresden

Im Verkehrsmuseum Dresden ist ein Modell des Kettendampfers No. 1 und des Kettendampfers „Gustav Zeuner“ zusammen mit einem Teil der Originalkette ausgestellt. Außerdem wird die Funktion des Kettenschiffs mit einer Filmeinspielung erklärt.
Im Elbschifffahrtsmuseum in Lauenburg ist ein Teil der Ausstellung der Kettenschifffahrt auf der Elbe gewidmet. Vom 22. August 2003 bis zum 31. Januar 2004 fand hier eine große Sonderausstellung zu Ehren des Begründers der Kettenschiffahrt unter dem Titel Ewald Bellingrath – ein Leben für die Elbschiffahrt statt. Diese Sonderausstellung war anschließend in mehreren anderen Museen zu sehen.
Der Kettendampfer Gustav Zeuner wurde nach dreijähriger Restaurierung am 11. November 2010 fertiggestellt und offiziell als Museumsschiff freigegeben. Das Schiff liegt an Land des ehemaligen Handelshafen-Beckens in Magdeburg. Über 150 Arbeitskräfte waren an dem Projekt der Stadt Magdeburg und des ARGE Jobcenters beteiligt.